# Grethe Ingmann
Grethe Clemmensen (Copenhague, 17 de junio de 1938 - Copenhague, 18 de agosto de 1990), conocida como Grethe Ingmann, fue una cantante danesa.

## Paso por Eurovisión
En 1963, Grethe fue elegida, junto con su marido, el guitarrista Jørgen Ingmann, para representar a Dinamarca en el Festival de Eurovisión. Con este fin se unieron formando un dúo llamado Grethe & Jørgen Ingmann, que interpretaría el tema Dansevise (Melodía bailable), con música de Otto Francker y letra de Sejr Volmer-Sørensen. El dúo ganaría el Festival con 42 puntos, un récord hasta la fecha. Sin embargo, un supuesto error en las votaciones de Noruega, ya que el portavoz, en una primera votación, otorgaba 2 puntos al tema danés, y 3 al suizo, lo que daba la victoria al tema suizo de Esther Ofarim, T'en Va Pas, pero Noruega otorgó los votos en un orden erróneo, por lo que la presentadora decidió que los repitiera. En la repetición, el portavoz cambió los votos, dando 4 puntos a Dinamarca y 1 a Suiza, dando ahora si la victoria a Dinamarca. Hoy en día el tema Dansevise está considerado como uno de los mejores temas que han pasado por el Festival de Eurovisión en su historia. En 1978 y en 1980 participó en la preselección danesa para volver a Eurovisión, pero sin éxito, ya que sólo consiguió una tercera posición en 1978.
| Predecesor: Isabelle Aubret               | Ganadores del Festival de la Canción de Eurovisión 1963 formando dúo con Jørgen Ingmann | Sucesor: Gigliola Cinquetti                |
| Predecesor: Ellen Winther con "Vuggevise" | Dinamarca en el Festival de Eurovisión 1963 formando dúo con Jørgen Ingmann             | Sucesor: Bjørn Tidmand con "Sangen om dig" |

## Vida personal
En 1955 conoció a su marido, Jørgen Ingmann, con el que se casó en 1956, y se divorció en 1975. Murió en 1990 de cáncer, a los 52 años.